# 水密性
水密性（すいみつせい）は、圧力が加わった環境下において密閉した液体が外部に洩れない、または内部に液体が流入しない性質。建具（サッシ）、屋根、水槽に使われるコンクリートなどに要求される。